# La DH Les Sports+
Pour les articles homonymes, voir Dernière heure et DH.
 (février 2023).
La DH Les Sports+, auparavant appelée La Dernière Heure/Les Sports et également nommée La DH, est l'un des principaux quotidiens généralistes en Belgique francophone.
Il est le seul journal belge à paraître tous les jours de la semaine et fut le premier à adopter le format tabloïd, ce qui a contribué à son succès. Il paraît désormais au format mini-tab. Il figure parmi les journaux belges d'expression française comptant le plus de lecteurs (derrière Sudmedia et Le Soir).

## Description

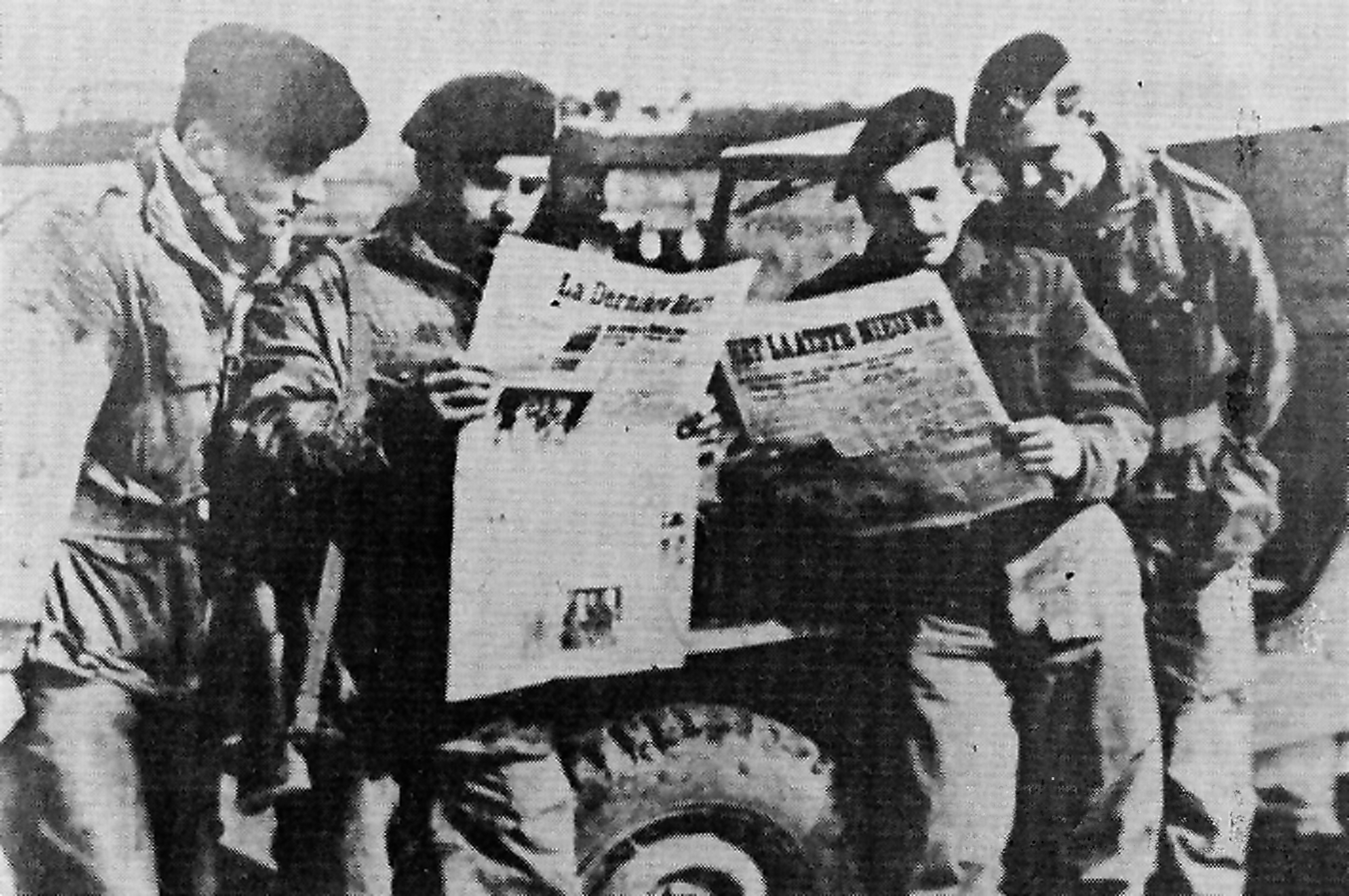
Pendant la guerre de Corée, des soldats du Corps de Volontaires pour la Corée lisent le journal. À droite, Het Laatste Nieuws, à gauche La Dernière Heure.

### Ligne éditoriale
Les sujets phares de la DH sont les faits divers, les informations régionales et, surtout, le sport, y compris les e-sports, ce qui en fait l'un des rares journaux Web et papier à s'intéresser à ce sujet de plus en plus en vogue[réf. nécessaire]. La DH propose aussi d'autres sujets comme l'actualité Belge & internationale, les médias, la conso, le lifestyle & people, le buzz et les podcasts.

### Historique
À l'avant-garde dans le combat contre le cléricalisme au cours du premier tiers du XXe siècle, La Dernière Heure a été le média le plus intransigeant contre le rexisme et fut un de ceux qui mirent l'accent sur l'inquiétante montée du nazisme. Lors de l'invasion nazie, La Dernière Heure paya ses prises d'opinion et comme la plupart de ses concurrents dut cesser sa parution[réf. nécessaire].

### Refonte
Le 26 novembre 2019, la DH fait une refonte de son site en intégrant Les Sports+ à la marque : le journal s'appelle désormais la DH-Les Sports +[source insuffisante].

### Polémique
Le quotidien avait l'habitude de diffuser la « Babe du jour » de façon quotidienne, sur la homepage du site. Cette pratique a été arrêtée le 15 septembre 2018 : le quotidien souligne alors un changement volontaire, en accord avec le respect des femmes et en harmonie avec un monde qui change[source insuffisante].
En 2017, Jean-Claude Marcourt, ministre des Médias en Fédération Wallonie-Bruxelles, suspend de l’aide à la presse destinée à SudPresse ainsi qu'à la DH pour non-respect de la déontologie journalistique,.

### Quelques chiffres
- Selon le CIM, en 2018-2019, La DH-Les Sports+ enregistrait plus de 400 000 lecteurs, en cumulant les versions papier et numérique. Ce chiffre grimpe à 609 900 lecteurs lorsqu'on y ajoute l'application et le PDF du journal[5].
- Le tirage moyen, en 2018-2019, était de 44 680 exemplaires.